# 楊言 (正德進士)
楊言（1488年—1562年），字惟仁，號後江，浙江鄞縣（今屬浙江寧波市鄞州區）人。明朝政治人物，曾任給事中，以敢於直諫聞名。官至湖廣參議。

## 生平
正德十一年（1516年）丙子科舉人，十六年（1521年）辛巳科楊維聰榜進士。授行人，出使代王府。嘉靖四年（1525年）擢禮科給事中。數日後即上書痛陳朝廷弊端，世宗以“无中生有”斥責之。同年，光禄署丞何渊請求擴建宗廟，祭祀世宗生父兴献王，楊言與諸臣抗爭，不被採納。楊言又上書指陳利害，言辭激烈。嘉靖六年（1527年），錦衣百戶王邦奇借事誣陷楊廷和、彭澤、費宏等，將興大獄。楊言再次抗疏，斥責王邦奇“心懷怨望，文飾奸言，詬辱大臣，熒惑聖聽”，世宗大怒，將楊言收押，并在午門親自審問。楊言備受刑訊，折斷一指，卻毫不屈服。世宗命下五府九卿繼續審議。但興大獄之事也不了了之。楊言被貶為宿州判官。遷溧陽知縣，歷蘇州府同知、南京刑部郎中，改南京文选司，十二年五月考察謫夷陵知州。稍迁荆州府同知，十七年二月升四川佥事，累官至湖廣右參議，二十二年十二月考察以不謹闲住。四十一年二月卒，年七十五。
《明史》有傳。

## 家族
曾祖楊時祚。祖楊灏。父楊明彝，號拙菴。母姚氏。具庆下。兄楊誌、弟楊諫。

## 延伸阅读
[在维基数据编辑]
 《國朝獻徵錄·卷之八十八》，出自焦竑《國朝獻徵錄》
 《明史卷二百〇七》，出自《明史》